# Орден Залізної Корони (італійсько-французький орден)

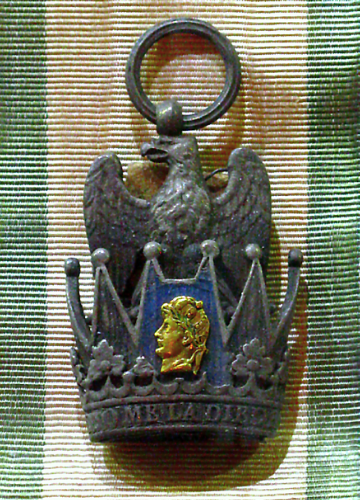
Відзнака ордена Залізної корони

Орден Залізної корони (італ. Ordine della Corona Ferrea — орден (організація) Королівства Італія, пов'язаного персональною унією з Французькою імперією. Орден був названий на честь Залізної корони Лангобардського королівства, одного з символів державності Італії.
Орден мав три ступені: кавалер (лицар), командор та кавалер Великого Хреста. Великим магістром ордену був монарх королівства Італії.

## Історія появи ордена
Поява цього ордену тісно пов'язана з процесами, що проходили в Західній Європі на початку XIX сторіччя. 18 травня 1804 року консул Французької республіки Наполеон Бонапарт проголошує себе «імператором французів» Наполеоном Першим (коронований 2 грудня 1804 року). Французька республіка перетворюється на Імперією. В цей час Італійська республіка була клієнтською, по відношенню до Франції, республікою на чолі котрої (вже як президент) також стояв Бонапарт. 17 березня 1805 року Італійська республіка стає королівством, а Бонапарт стає першим королем. Нова імперія та королівство були пов'язані персональною унією згідно котрої Італія хоча й номінально вважалася за окрему державу, але по факту була частиною Французької імперії. Як король Італії Наполеон призначає свого родича Євгена Богарне віце-королем Італії. 26 травня 1806 року в Міланському соборі Наполеон був коронований Залізною короною, яка уособлювала в собі старий символ королівської та імператорської влади серед держав які входили до Франкської імперії чи Священної Римської імперії. Наполеон засновує новий орден в Італійськім королівстві, членами котрого стали наближені до нього державні та військові діячі. Можливо сказати, що цей орден був регіональною копією загальноімперського Ордену почесного легіону, заснованого в 1802 році, для італійських громадян.

## Символ ордена

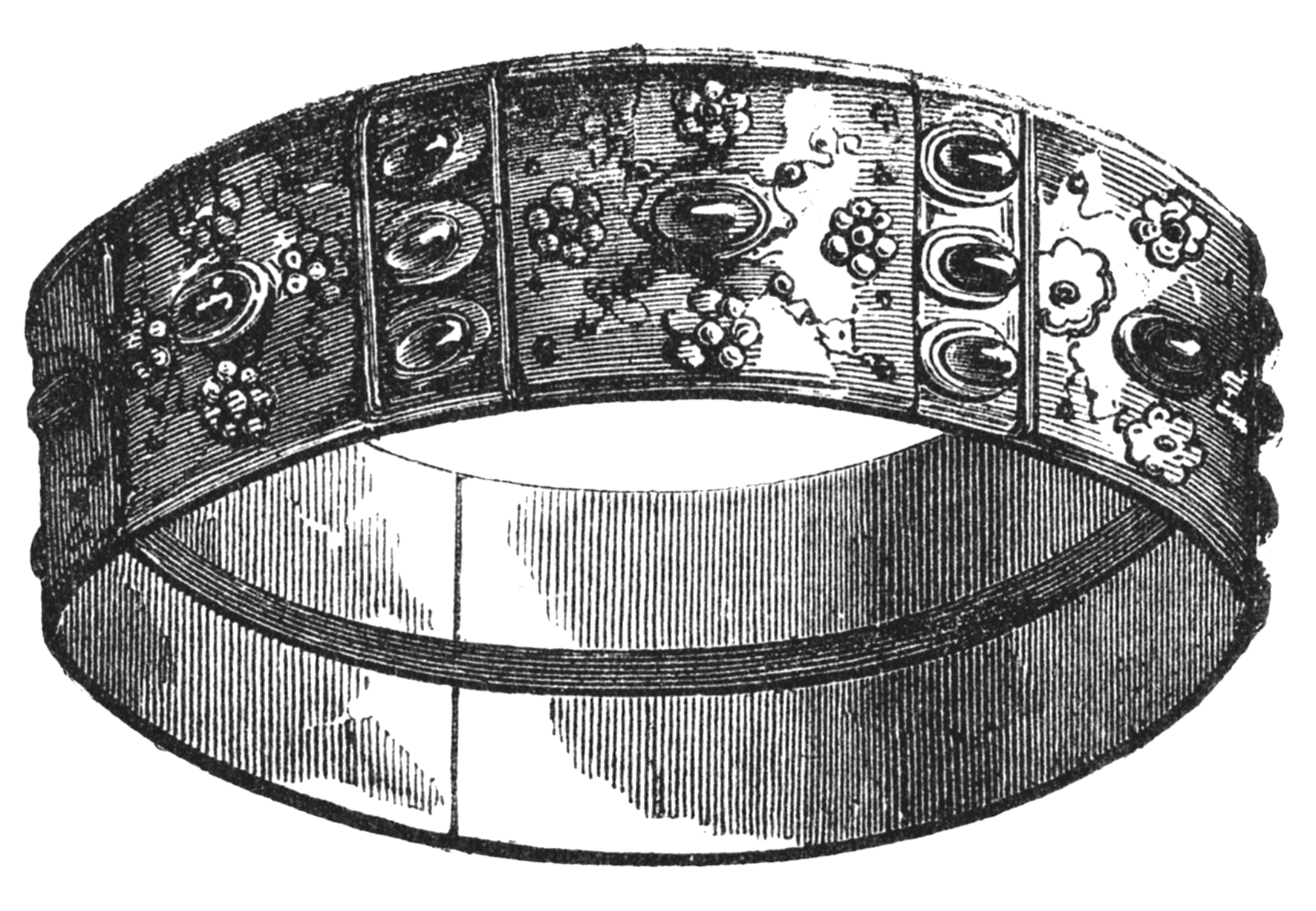
Залізна корона королів Ломбардії

Залізна корона (корона Агілульфа, корона Ломбардії, корона Італії), була зроблена королевою лангобардів Теоделінда (570–628 роки) для коронування свого другого чоловіка Агілульфа в 593 році. Основою її став залізний цвях з Хреста Господнього, подарований Теоделінді Папою Римським Григорієм Великим. Саме з цього залізного цвяха за легендою був викуваний обруч який знаходиться всередині корони. Сама корона мала зовнішній вид золотого обруча шириною в 3 дюйма, вкритого коштовним камінням. На короні був напис латиною «rex totius Italiae» (король всієї Італії). Ця корона була передана в храм Іоанна Хрестителя в місті Монца, де в подальшому й зберігається.
Після Агілульфа цією коронувалися інші королі Лангобардського королівства поки в 774 році королівство не припинило свого існування. Франкський король Карл Великий, після завоювання королівства лангобардів, та приєднання Італії до своєї держави також коронується Залізною короною. З 781 року Кард Великий надає Італійському королівству свого окремого короля. Піпін Італійський, син Карла став першим з череди Італійських королів, котрі правили Італією до XI сторіччя, коли Італія остаточно ввійшла в Священну Римську Імперію. Пізніше більшість імператорів Священної Римської Імперії, коронувалися як королі Італії, саме цією короною, бо це вказувало на їх наслідування Римської імперії.

## Структура ордена

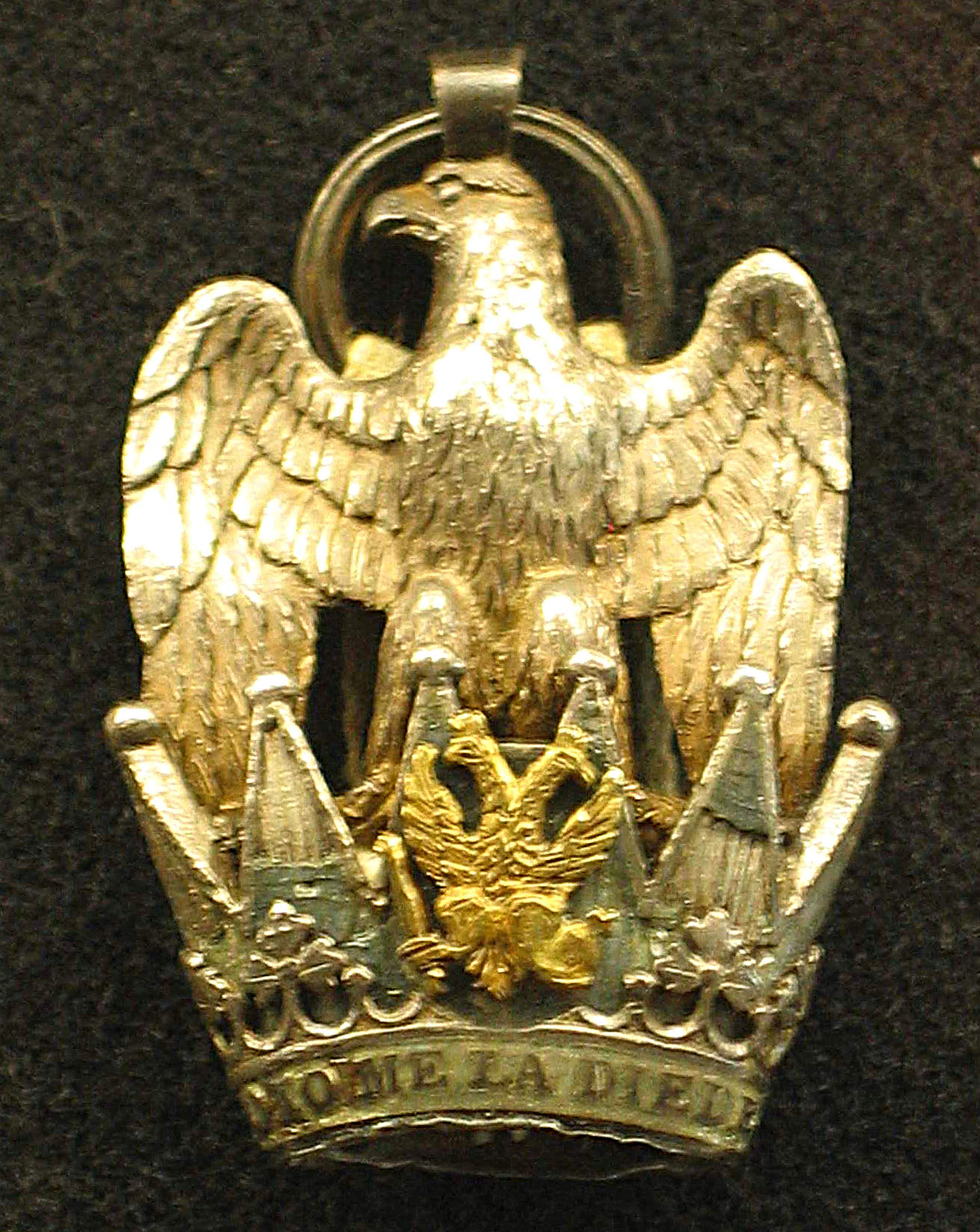
Відзнака ордену Залізної корони зміненого наполеонівського типу (з австрійським орлом)

Орден Залізної корони був не лише нагородою, але й організацією на зразок лицарських орденів.
Головою ордену був Великий магістр ордену, котрим міг бути тільки монарх Італійського королівства. З початку існування ордену їм став король Наполеон І. Саме його зображення було на відзнаках Ордену.
Крім Великого магістра ордену, в Ордені головували Великий канцлер ордену, та Великий трезорій (Скарбник) ордену. Великий канцлер ордену був фактичним керівником організації, саме він керував усіма справами Ордена. Великий трезорій ордену відповідав за усі економічні справи, на за скарбницю ордену. Першими Великими канцлером та трезорієм стали Фердінанд Маречалсі та Антоніо Альдіні.
Члени ордену поділялися на три ступені: лицарі, командори та кавалерів Великого Хреста. Була чітко встановлена кількість членів ордену:
- 500 лицарів ордена
- 100 командорів ордена (1/5 по відношенню к лицарям)
- 20 кавалерів Великого Хреста (1/5 по відношенню к командорам)

## Опис відзнак ордена
Кольори ордену були золотий та зелений. Стрічка для кріплення знаку ордена та перев'язь були жовтого кольору з зеленими краями. Сама відзнака уявляла собою французького імперського орла (такий же був розміщений на прапорі королівства), який сидів на короні з шістьма зубцями. На кожен зубець була насаджена куля, а знизу кожного зубця розміщене листя селери. Спереду на короні золоте зображення голови короля Італії Наполеона І. Напис на ободі корони «DIO ME LA DIEDE». Зображена на відзнаки корона не мала нічого спільного з реальною Залізною короною, а була скоріше геральдичною вигадкою.
Зіркою ордену була срібна шестикінечна «сяюча» зірка, в середні якої розташовувався золотий диск з широкою чорною каймою. По каймі, по кругу шов напис девізу, золотими літерами. В центрі диска розташовувався медальйон з головою Наполеона І в лавровому вінку, як на відзнаці ордена. Навколо медальйона була композиція з зображень корон з шістьма зубцями (як на відзнаці ордену), та імперських орлів. Всього в цій композиції було по три корони, та орла.

## Використання відзнак ордена
В залежності від ступеню члена ордена, різнились його відзнаки, та їх використання. Лицарі ордена носили на лівій стороні грудей відзнаку ордена на жовто-зеленій стрічці. Командори ордена носили також на груди відзнаку ордена на стрічці, яка була оздоблена медальйоном з зображенням короля Італії. Від попередніх ступенів дуже відрізнялося використання відзнак кавалерами Великого Хреста: відзнака ордена носилася на шиї, на широкій стрічці орденського жовто-зеленого кольору; на лівій стороні грудей розташовувалася зірка ордена; орденська перев'язь йшла через праве плече.
|                 |          |               |
| Відзнаки ордена |          |               |
| Лицар           | Командор | Великий Хрест |

## Орден після падіння Французької імперії

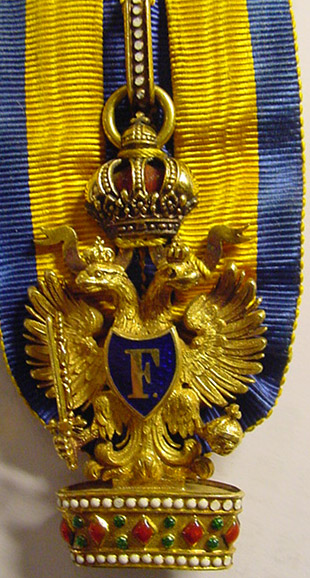
Італійсько-австрійський орден Залізної корони

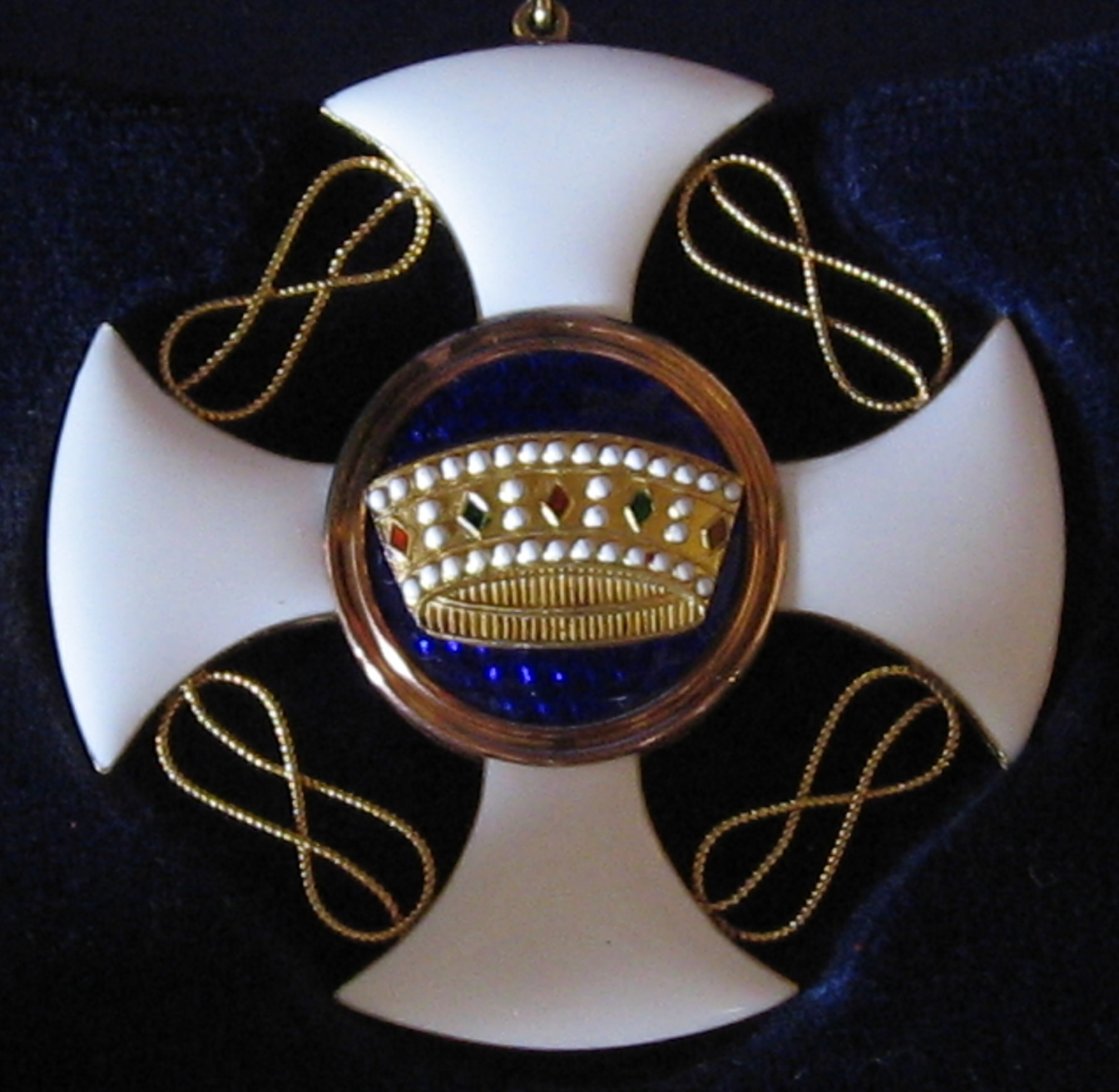
Відзнака ордену Корони Італії

Після того як було скасовано Французьку імперію її сателіти в більшості були відібрані від неї. Австрійські війська ввійшли до Італії, а саме королівство стало частиною Імперії Габсбургів. Цісар Франц II Габсбург стає також ще королем Італії. Існуючий орден Залізною корони, вважався саме італійським орденом з королем як Великим магістром на чолі, тому Франц II став королем в 1815 році королем Ломбардії та Венеції, автоматично став також Великим магістром ордена (колишній Великий магістр король Наполеон І помер на острові св. Олени). Сам орден приєднується до низки орденів цісарської родини Габсбургів.
Спершу зовнішній вид відзнак ордену майже не змінився від наполеонівського зразка, лише медальйон з зображенням короля змінили на маленького золотого імперського двоглавого орла габсбурзької монархії. Але через деякий час, зовнішній вигляд відзнак ордену було повністю оновлено. Оновлений італійсько-австрійський орден мав синьо-жовту орденську стрічку, прикрашався орлом Австрійської імперії з австрійською імперською короною. Основою орденської відзнаки було зображення Залізної корони, корона зображена на італійсько-австрійському ордені була відповідною що до реальної корони лангобардських королів. На грудях орла щит синього кольору з літерою «F», першою літерою імені оновлювача ордену.
Як символ австрійської влади в Італії орден існував до 28 лютого 1868 року коли перший король єдиної Італії Віктор Емануїл II започаткував новий Орден Корони Італії (італ. Ordine della Corona d’Italia). З цього часу орден Залізної корони став тільки австрійським (австро-угорським), в такому статусі пробув до 1918 року. З припиненням існування (Австро-Угорської імперії існування ордена скінчилося.
Італійський орден існував до 1983 року, але в зв'язку з тим, що Італійське королівство припинило своє існування в 1946 році, орден існував в 1946–1983 роках як орден Савойської династії. Після смерті останнього короля Італії Умберто II 18 травня 1983 року, орден остаточно припинив існування.
Орден виглядав як вкритий білою емаллю Тамплієрський хрест зі з'єднаними золотими ажурними дротами кінцівками хреста. В середині хреста розташовувався синій медальйон. Медальйон був з золотим ободом, в середині медальйона розташовувалася Залізна корона королів Італії.

## Великий магістр ордену
- Наполеон І 1805–1814, 1815

## Члени ордену Залізної корони
- Наполеон I Бонапарт — Великий магістр ордена. Король Італії.
- Фердінанд Маречалсі — Великий канцлер ордена
- Антоніо Альдіні — Великий трезорій ордена
- Наполеон Франсуа Жозеф Шарль Бонапарт- Кавалер Великого Хреста ордена. Римський король.
- Жером Бонапарт- Кавалер Великого Хреста ордена. Король Вестфалії.
- Ежен Богарне — Кавалер Великого Хреста ордена. Віце-король Італії.
- Мішель Ней — Командор ордена. Маршал Франції.
- Жан Батіст Жюль Бернадот — Командор ордена. Маршал Франції. Король Швеції.
- Луї Ніколя Даву

## Галерея

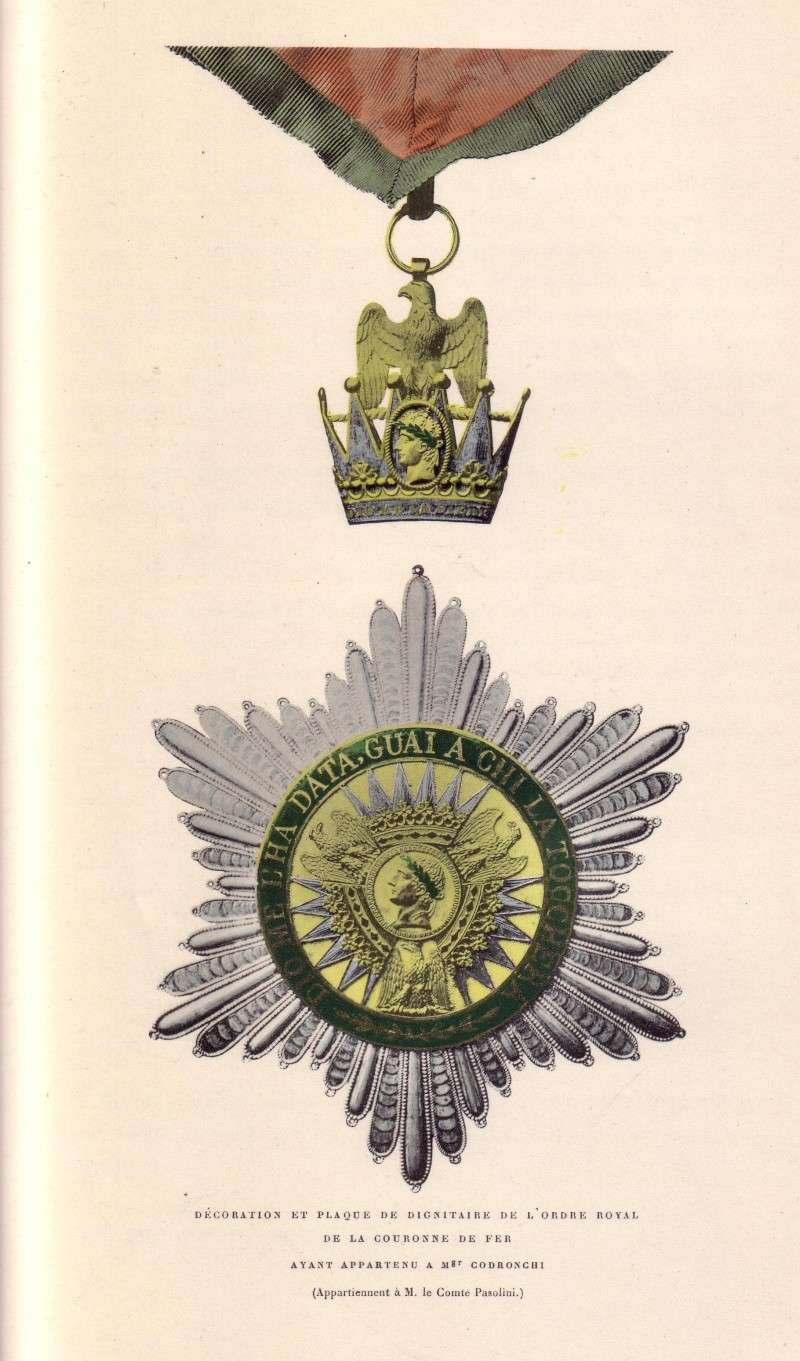
Відзнаки ордена Залізної корони
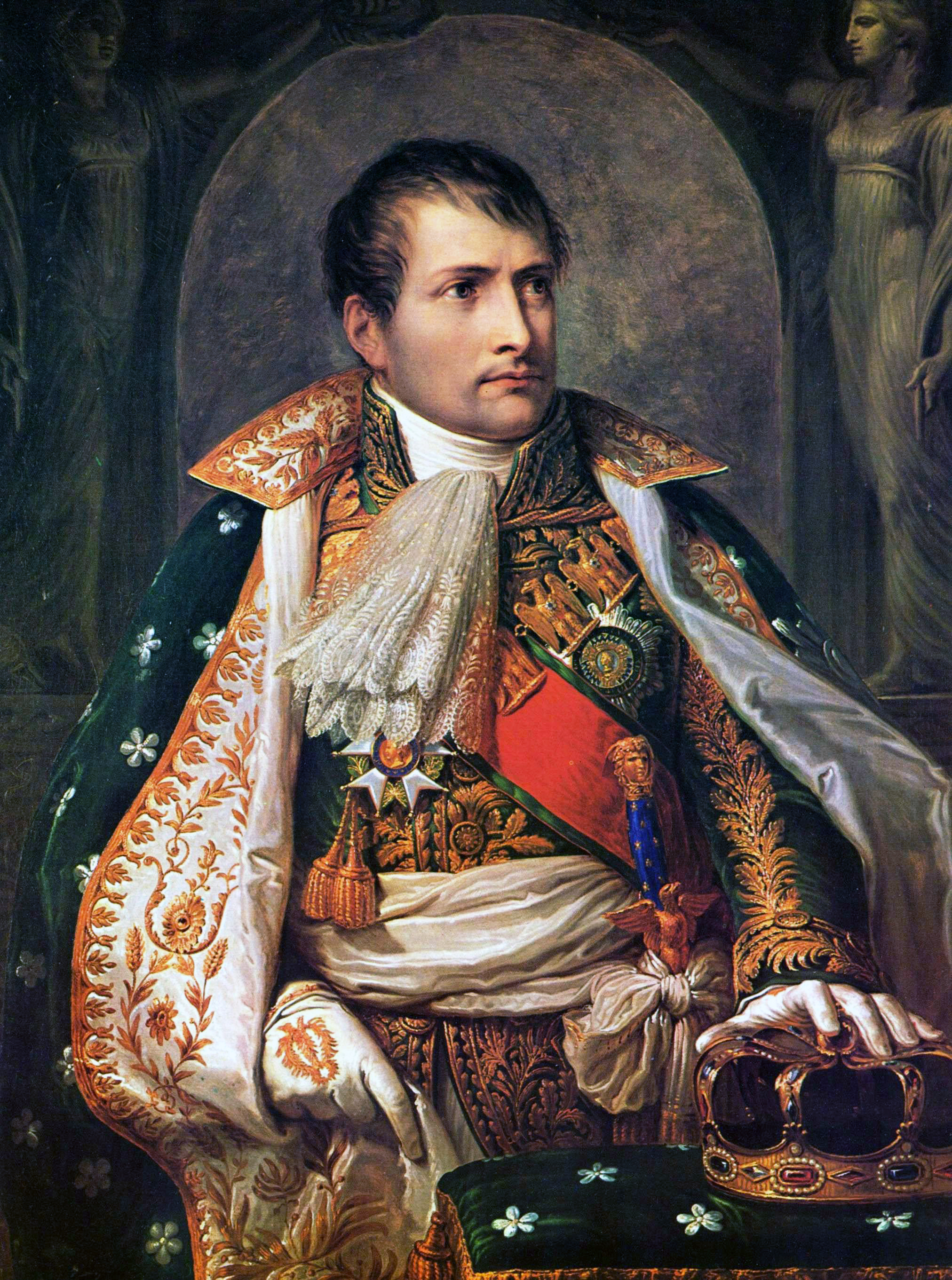
Король Італії Наполеон І, Голова ордена Залізної корони
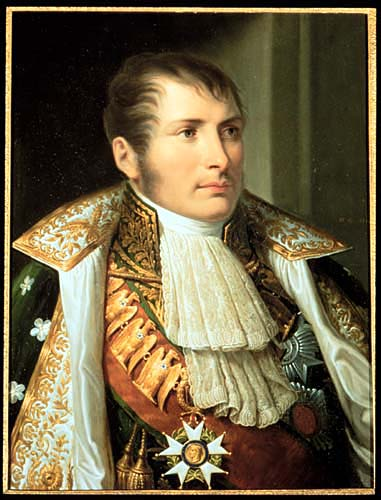
Віце-король Італії Єжен Богарне
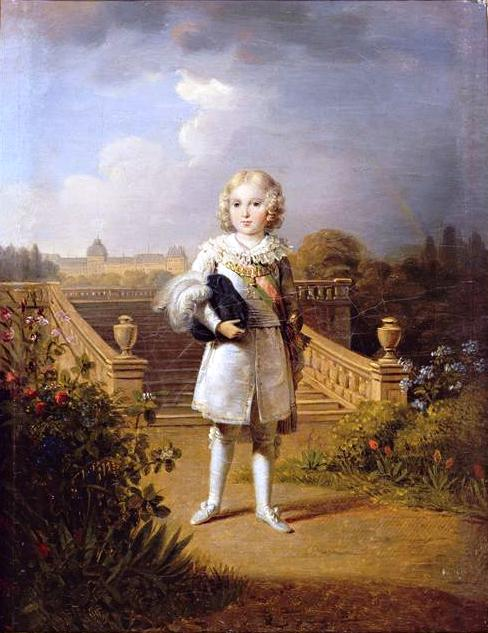
Король  Римський Наполеон ІІ